# Estación de Stade de France - Saint-Denis
La estación de Stade de France - Saint-Denis es una estación ferroviaria francesa situada en la comuna de Saint-Denis, en el departamento de Seine-Saint-Denis al norte de París. Por ella circulan los trenes de cercanías de la línea D del RER.

## Historia
La estación fue inaugurada en 1998 para el Mundial de fútbol de 1998 para dar servicio al Estadio de Francia. Por ello su diseño busca facilitar el tránsito de un gran número de viajeros de forma simultánea. Los pasajeros acceden a los dos andenes centrales gracias a largas pasarelas. 
Aunque la estación se configuró inicialmente como un apeadero, el desarrollo de la zona, especialmente del barrio de negocios de Landy ha obligado a la SNCF a poner en marcha obras para ampliar los servicios ofrecidos, cubrir las pasarelas y sustituir el revestimiento usado. Para ello se ha previsto una inversión de 2,3 millones de euros.